# Gmina Union (hrabstwo Calhoun)

Położenie Gminy Union w hrabstwie Calhoun

Gmina Union (ang. Union Township) – gmina w USA, w stanie Iowa, w hrabstwie Calhoun. Według danych z 2000 roku gmina miała 573 mieszkańców.